# Achelia sawayai
Achelia sawayai là một loài nhện biển trong họ Ammotheidae. Loài này thuộc chi Achelia. Achelia sawayai được miêu tả khoa học năm 1940 bởi Marcus.